# Neoseiulella elongata
Neoseiulella elongata är en spindeldjursart som beskrevs av Ferragut och Pena-Estevez 2003. Neoseiulella elongata ingår i släktet Neoseiulella och familjen Phytoseiidae. Inga underarter finns listade i Catalogue of Life.